# Mesaspis cuchumatanus
Espèce
Mesaspis cuchumatanus est une espèce de sauriens de la famille des Anguidae.

## Répartition
Ce lézard se rencontre à San Mateo Ixtatán dans la Sierra de Los Cuchumatanes au sein du département de Huehuetenango.
au Guatemala à environ 3000 m d'altitude.

## Description
Cette espèce mesure environ 70 mm sans la queue.

## Étymologie
Il est nommé selon la Sierra de Los Cuchumatanes ou il vit..

## Publication originale
- Israel Solano-Zavaleta, Adrián Nieto-Montes de Oca, Jonathan A. Campbell, 2016 : A New Species of Mesaspis (Squamata: Anguidae) from the High Cuchumatanes of Guatemala. Journal of Herpetology vol. 50 no 2, pp. 327-336 ((en) résumé)